# Gnumeric
Gnumeric ist ein Tabellenkalkulationsprogramm, das unter der GNU General Public License veröffentlicht wird. Es ist freie Software und für Unix und GNU/Linux verfügbar. Es sind Windows-Versionen im Umlauf, diese werden aber von den Entwicklern nicht mehr gepflegt und verbreitet (2015).

## Entwicklungsgeschichte
Gnumeric wurde 2000/2001 von Miguel de Icaza als von Microsoft Excel inspirierte freie Tabellenkalkulation entwickelt, inzwischen wird jedoch die Entwicklung durch die Gnumeric-Community weitergeführt.

## Leistungsfähigkeit von Gnumeric
Das Ziel von Gnumeric ist es, das bestmögliche Tabellenkalkulationsprogramm zu sein, ohne bestehende Produkte nachzuahmen. Gnumeric verfügt über viele mathematische Funktionen, die teilweise den etablierten Konkurrenzprodukten voraus sind. Das Projekt reagiert zudem offener auf Kritik aus der Wissenschaft und korrigierte im Gegensatz zum Microsoft-Produkt frühzeitig zahlreiche Implementierungsfehler in den Statistikfunktionen. Pivot-Tabellen und Makros werden bislang nicht unterstützt.
In Version 1.8.2, die im März 2008 veröffentlicht wurde, flossen viele Neuerungen ein, unter anderem neue Diagrammtypen, verbessertes Drucken von Tabellenblättern und verbesserte Kompatibilität mit Formeln in Excel. Import- und Exportfilter wurden überarbeitet und eine Unterstützung des OpenDocument-Formates für das Excel-2007-Dateiformat implementiert. Version 1.10.17 ist die letzte mit GTK+ 2 und kommt damit nur noch auf Systemen ohne GTK+ 3 in Frage.
Mit der Stufe 1.12 wurde von der Bibliothek GTK+ 2 auf das modernere GTK+ 3 für Linux umgestellt, wie auch in vielen anderen Linux-Projekten. Mit dieser Umstellung ist die Kompilierung für Windows erheblich schwieriger wegen Fehlern im Windows-Zweig von GTK+ 3 und wurde mit Version 1.12.17 eingestellt.
Experimentell steht ein aktuelles GTK+ 3 für Windows 64 bit zur Verfügung, jedoch erst der Einsatz in Gimp 3.0 oder in Inkscape 1.0 kann wohl wieder ein aktuelles Gnumeric für Windows interessant für die Entwickler machen. Mit MSYS2 kann GTK+ 3 und danach aktuelles Gnumeric auf Windows installiert werden. Es steht zurzeit dafür keine komplette Anleitung oder Script für den Laien bei Gumeric.org zur Verfügung. Neu steht in Windows 10 ein integriertes Linux ab „Fall Creator“ (Version 1709) zur Verfügung. Eine Anleitung zum Installieren von Fensterprogrammen steht auch schon zur Verfügung.
In 1.12.x wurden mit Fuzzing-Tests viele Fehler detektiert und mit deren Beseitigung die Qualität des Codes erhöht.
Da Gnumeric geringe Anforderungen an die Hardware stellt, ist es auch für ältere Computer geeignet.

### Kompatibilität zu anderen Dateiformaten
Gnumeric hat weitgehende Import- und Exportfähigkeiten. So unterstützt es unter anderem Dateiformate von Microsoft Excel, Microsoft Works Tabellenkalkulation (*.wks), OpenOffice.org XML, HTML, LaTeX (nur Export), Applixware, Quattro Pro, PlanPerfect, SYLK, DIF und Lotus-123. Das eigene Format basiert auf XML, welches mittels gzip komprimiert ist.

### Verwendung
Auf Mobilgeräten mit Android ist Gnumeric als Teil des Ubuntu noroot package im Google Play Store verfügbar.